# Chimeneón de Carbonell
El chimeneón de Carbonell, popularmente conocido como el chimeneón, es una antigua chimenea industrial situada en la plaza de la Flor del Olivo de la ciudad de Córdoba (España). Perteneció a la antigua fábrica de aceites "San Antonio", propiedad de la empresa Carbonell.

## Historia
De estilo neomudéjar, fue construida en 1903 por el arquitecto Adolfo Castiñeyra Boloix. Al urbanizar la zona se decidió su conservación para que sirviese de testimonio y recuerdo de la primera expansión industrial en Córdoba, tal como se indica en la placa situada al pie de la misma.